# Ołena Howorowa
Ołena Howorowa (ukr. Олена Іванівна Говорова; ros. Алёна Ивановна Говорова; ur. 18 września 1973 w Izmaile) – ukraińska lekkoatletka, specjalizująca się w trójskoku, trzykrotna uczestniczka letnich igrzysk olimpijskich (Atlanta 1996, Sydney 2000, Ateny 2004), brązowa medalistka olimpijska z Sydney.

## Sukcesy sportowe
Wielokrotna medalistka mistrzostw Ukrainy, m.in.:
- dziewięciokrotna mistrzyni Ukrainy w trójskoku – corocznie w latach 1996–2004[1]
- pięciokrotna halowa mistrzyni Ukrainy w trójskoku – 1998, 1999, 2000, 2003[2], 2004[3]

| Rok  | Miasto            | Zawody                      | Konkurencja | Wynik         |
| ---- | ----------------- | --------------------------- | ----------- | ------------- |
| 1992 | Seul              | Mistrzostwa świata juniorów | trójskok    | brązowy medal |
| 1995 | Barcelona         | Halowe mistrzostwa świata   | trójskok    | 7. miejsce    |
| 1995 | Göteborg          | Mistrzostwa świata          | trójskok    | 10. miejsce   |
| 1996 | Sztokholm         | Halowe mistrzostwa Europy   | trójskok    | 6. miejsce    |
| 1996 | Atlanta           | Igrzyska olimpijskie        | trójskok    | 9. miejsce    |
| 1997 | Paryż             | Halowe mistrzostwa świata   | trójskok    | 7. miejsce    |
| 1997 | Sycylia           | Uniwersjada                 | trójskok    | złoty medal   |
| 1997 | Ateny             | Mistrzostwa świata          | trójskok    | brązowy medal |
| 1997 | Fukuoka           | Finał Grand Prix IAAF       | trójskok    | 4. miejsce    |
| 1998 | Budapeszt         | Mistrzostwa Europy          | trójskok    | 6. miejsce    |
| 1999 | Maebashi          | Halowe mistrzostwa świata   | trójskok    | 10. miejsce   |
| 1999 | Sewilla           | Mistrzostwa świata          | trójskok    | 7. miejsce    |
| 1999 | Palma de Mallorca | Uniwersjada                 | trójskok    | złoty medal   |
| 1999 | Monachium         | Finał Grand Prix IAAF       | trójskok    | 5. miejsce    |
| 2000 | Gandawa           | Halowe mistrzostwa Europy   | trójskok    | 4. miejsce    |
| 2000 | Sydney            | Igrzyska olimpijskie        | trójskok    | brązowy medal |
| 2001 | Edmonton          | Mistrzostwa świata          | trójskok    | 10. miejsce   |
| 2001 | Brisbane          | Igrzyska Dobrej Woli        | trójskok    | brązowy medal |
| 2001 | Melbourne         | Finał Grand Prix IAAF       | trójskok    | 6. miejsce    |
| 2003 | Paryż             | Mistrzostwa świata          | trójskok    | 7. miejsce    |
| 2003 | Monako            | Światowy finał IAAF         | trójskok    | 6. miejsce    |
| 2004 | Budapeszt         | Halowe mistrzostwa świata   | trójskok    | 8. miejsce    |
| 2004 | Ateny             | Igrzyska olimpijskie        | trójskok    | 10. miejsce   |
| 2004 | Monako            | Światowy finał IAAF         | trójskok    | 8. miejsce    |

## Rekordy życiowe
- trójskok – 14,96 – Sydney 24/09/2000
- trójskok (hala) – 14,59 – Budapeszt 06/03/2004
- skok w dal – 6,43 – Biała Cerkiew 16/05/2002
- skok w dal (hala) – 6,36 – Kijów 05/01/1999